# بن ریچاردسون
بن ریچاردسون (به انگلیسی: Ben Richardson) (زاده ۲۱ سپتامبر ۱۹۷۵) یک فیلم‌بردار و تهیه‌کننده تلویزیونی انگلیسی‌تبار است. او بیشتر به خاطر کارش در فیلم‌های «جانوران حیات وحش جنوب» (۲۰۱۲)، «بخت پریشان» (۲۰۱۴)، «رودخانه ویند» (۲۰۱۷)، و «کسانی که آرزوی مرگ مرا می‌کنند» (۲۰۲۱) و همچنین مجموعه‌های محدود شناخته شده‌است. و سریال میر اهل ایست‌تاون که نامزدی جوایز امی ساعات پربیننده را برای او به ارمغان آورد.